# Ichneumia albicauda
Genre
Espèce
Statut de conservation UICN

 LC  : Préoccupation mineure
La Mangouste à queue blanche (Ichneumia albicauda) est la plus grande espèce de mangouste.

## Habitat
La mangouste à queue blanche se rencontre dans la plus grande partie de l'Afrique subsaharienne, ainsi que dans le sud de la Péninsule Arabique. Elle habite des écosystèmes variés, depuis les déserts aux savanes boisées, mais elle paraît éviter certaines régions comme la vallée du Congo. Elle a une prédilection pour les zones couvertes de végétation comme les lisières de forêt ou les prairies de savane.

## Aspect
La taille de cet animal peut atteindre 1,50 mètre pour un poids de plus de 5 kg. Ses pattes sont plutôt longues pour une mangouste, sa tête est très effilée avec un museau pointu et des grandes oreilles tombantes de part et d'autre. Le pelage, de couleur fauve, est couvert de longs poils de garde noirs, donnant à l'animal une couleur d'ensemble grisée. Les pattes sont noires depuis l'articulation du coude (ou du genou) jusqu'à leur extrémité. La queue, grande et panachée (sa longueur peut représenter jusqu'à 40 % de la longueur de l'animal), est pour moitié brun fauve, puis blanche jusqu'à son extrémité. La lèvre supérieure de l'animal et l'extrémité des pattes (de la paume au poignet) est dépourvue de poils. Les femelles possèdent quatre mamelles.
Le nom générique, Ichneumia, vient du grec « ichneumon » qui signifie « chasseur ». Il se trouve que ce terme désigne également le nom spécifique et le nom courant de la mangouste égyptienne (Herpestes ichneumon). Le nom spécifique, albicauda, vient des mots latins albus (« blanc »), et cauda (« queue »).

## Régime alimentaire
Quoique la mangouste à queue blanche se nourrisse principalement d'insectes, ses proies potentielles sont très variées : sauterelles, scarabées et criquets forment l'essentiel de leur nourriture. Elle mange également les rats, les souris, les musaraignes, les lézards, les serpents ainsi que de petits oiseaux et se nourrit à l'occasion de baies. La mangouste dévore aussi les œufs d'oiseau qu'elle casse en se servant de ses pattes arrière pour les projeter contre un caillou ou tout autre surface dure. Les ravages de ce mammifère dans les poulaillers sont redoutés des paysans africains.

## Éthologie
La mangouste à queue blanche est fondamentalement un animal nocturne et terrestre. Le jour elle se repose dans un terrier abandonné, une termitière ou le creux d'un arbre. Le territoire de chasse moyen d'un mâle a une étendue de 0,97 km², tandis que celui d'une femelle est de 0,64 km². Les territoires de deux mâles ne se superposent jamais, mais les territoires d'individus de sexe opposé empiètent fréquemment l'un sur l'autre. Les femelles vivent seules avec leur progéniture, ou partagent un même territoire avec quelques autres femelles et leurs petits. Dans ce dernier cas, elles chassent cependant individuellement et ne mettent rien d'autre en commun que le territoire. Ce sont, d'une manière générale, des animaux solitaires, mâles et femelles ne se rencontrant que pour procréer. Les groupes de mangoustes sont toujours formés de deux parents et de leurs petits, ou d'une femelle et de ses petits. Cette espèce de mangouste ne migre que lorsque, devenues adultes, elles doivent établir leur propre territoire de chasse.
La mangouste à queue blanche est particulièrement loquace, émettant une sorte d'aboiement généralement associé au comportement sexuel. En cas d'attaque, elles émettent par l'anus une sécrétion à l'odeur repoussante. Contrairement aux autres mangoustes, elles ne peuvent se dresser longtemps sur leurs pattes de derrière.

## Cycle de reproduction
Plusieurs aspects du cycle de reproduction des mangoustes à queue blanche demeurent mal connus. Les portées viennent souvent au monde de février à mai, et jamais pendant la saison sèche (d'août à novembre), ce qui tendrait à prouver qu'il n'y a qu'un accouplement par an. Au bout de neuf mois, les jeunes sont complètement sevrés et se dispersent. On suppose qu'ils viennent à maturité sexuelle vers l'âge de deux ans, et que la période de gestationest d'environ 60 jours.